# Come into My Life
"Come into My Life" is een nummer dat geschreven en opgenomen werd door de Italiaanse zangeres Gala, gevestigd in Brooklyn. Het werd in november 1997 uitgebracht als haar derde single van haar eerste album, Come into My Life. De single werd een hit in Europa, Zuid-Amerika, Rusland en het Midden-Oosten.
Het nummer werd geschreven en gecomponeerd door Gala en geproduceerd door Filippo Andrea Carmeni en Maurizio Molella.

## Tracklijst
Cd-single
1. "Come into My Life" (Edit Mix) - 3:22
2. "Come into My Life" (Mix) - 3:22

Maxi-cd
1. "Come into My Life" (Edit Mix) - 3:25
2. "Come into My Life" (Edit) - 3:26
3. "Come into My Life" (Club Mix) - 5:11
4. "Come into My Life" (Mix) - 5:19

12"-vinylsingle
1. "Come into My Life" (Mix) - 06:14
2. "Come into My Life" (Club) - 05:05
3. "Come into My Life" (Edit) - 03:22